# بازوپنی
بازوپنی (انگلیسی: Basopenia) (یا بازوسیتوپنی) نوعی آگرانولوسیتوز است که با کمبود بازوفیل همراه است. بازوپنی به عنوان شاخص تخمک‌گذاری پیشنهاد شده‌است. تشخیص بدون فلوسیتومتری دشوار است، زیرا سطوح طبیعی بسیار پایین است. بازوپنی را می‌توان کمتر از ۰٫۰۱ x 10۹ / L تعریف کرد.

## علل
- عدم وجود بازوفیل ارثی (بسیار نادر)
- افزایش سطح گلوکوکورتیکوئیدها
- پرکاری تیروئید یا درمان با هورمون‌های تیروئید
- تخمک‌گذاری
- واکنش‌های حساسیت مفرط
- کهیر[۵][۶][۷]
- آنافیلاکسی
- واکنش‌های ناشی از دارو
- لکوسیتوز (در ارتباط با اختلالات گوناگون)